# Association Sportive Onze Créateurs de Niaréla
O Association Sportive Onze Créateurs de Niaréla é um clube de futebol com sede em Bamako, Mali. A equipe compete no Campeonato Malinês de Futebol.

## História
O clube foi fundado em 1963.